# Searsia ruspolii
Searsia ruspolii är en sumakväxtart som först beskrevs av Adolf Engler, och fick sitt nu gällande namn av Moffett. Searsia ruspolii ingår i släktet Searsia och familjen sumakväxter. Inga underarter finns listade i Catalogue of Life.